# Bataille d'Oum Dreyga (septembre 1988)
Guerre du Sahara occidental
Batailles
La bataille d'Oum Dreyga a eu lieu le 16 septembre 1988 pendant la guerre du Sahara occidental. Le Polisario attaque le mur des sables dans le secteur d'Oum Dreyga, tue notamment le colonel marocain responsable du secteur puis se replie sans occuper le terrain.

## Contexte

Carte du mur des sables. L'attaque a lieu entre Oum Dreyga et Baggari.

L'attaque a lieu alors que l'Algérie, soutien du Polisario, et le Maroc se rapprochent l'un de l'autre. Les deux pays rétablissent leurs relations diplomatiques le 16 mai 1988, rouvrent leur frontière commune le 5 juin et Hassan II vient le 10 juin à Alger participer au sommet maghrében de Zéralda.
Le 30 août, le Maroc et le front Polisario acceptent le plan de paix proposé par Javier Pérez de Cuéllar, secrétaire général des Nations unies, prévoyant un cessez-le-feu et un référendum d'autodétermination. Le Polisario émet toutefois des réserves et le Maroc déclare le 8 septembre ne pas souhaiter de négociations directes avec le Polisario.
L'attaque est lancée par le Polisario sans le soutien ou l'autorisation de l'Algérie, dans le but de forcer le Maroc à négocier et pour montrer que le soutien de l'Algérie n'est pas vital pour les combattants indépendantistes.

### Forces marocaines
Le mur marocain est défendu par plusieurs points d'appui, défendus par une centaine d'hommes, qui doivent tenir en attendant les renforts. C'est un de ces postes fortifiés, à Imudeguen, juste au nord du sous-secteur de Baggari, qui sera visé par l'attaque indépendantiste. Les renforts, appelés forces d'intervention, appartiennent au deuxième groupement du 3e régiment d'infanterie motorisée (RIM) et au 4e détachement d'intervention rapide (DIR).

### Plan d'attaque sahraoui
Les sahraouis engagent 1 500 à 2 800 hommes en quatre unités :
- Deux escadrons mécanisés, soit 24 blindés BMP-1, sont chargés de percer la ligne de front marocaine en encerclant le poste marocain.
- Un bataillon motorisé, avec 30 « jeeps »[N 2] équipées de canons sans recul B-10, de mitrailleuses lourdes KPV, de mitrailleuses de 12,7 mm et d'armes antichars. Ce premier bataillon doit suivre les BMP pour aller affronter les unités d'intervention marocaines.
- Un autre bataillon motorisé, organisé comme le premier. Le but de cette unité est d'occuper le poste militaire marocain, avant le repli prévu au bout d'une heure et demie de combats[2].
- 15 à 20 chars T-55 restent en appui à l'arrière. Trop précieux pour être engagés dans une attaque frontale, ils servent d'artillerie mobile[2].

Les indépendantistes utilisent pour la première fois des missiles antichars de nouvelle génération 9K111 Fagot.

### Aspect logistique
Partie de Rabouni (ca), à la frontière entre l'Algérie et la Mauritanie, la colonne sahraouie a parcouru plus de 1 000 km. La quantité d'essence nécessaire pour ravitailler les véhicules de combats et les camions de logistique est de l'ordre de 2 millions de litres. Avant l'attaque, les indépendantistes se regroupent dans l'oued Atui (en), dépression qui les protège des radars marocains.

## Déroulement
L'attaque est lancée à 5 h sur un front de 15 kilomètres.
Les combats les plus durs ont lieu entre les forces d'intervention marocaines et le bataillon motorisé qui leur a tendu une embuscade. En une demi-heure de combat très intense, les véhicules des deux camps se mitraillent à courte portée. Les nouveaux missiles sahraouis se seraient révélés très efficaces. À 9 h du matin l'attaque est terminée.
Le point d'appui, bien que près des deux tiers de ses soldats soient hors de combat, n'est pas tombé aux mains du Polisario.

## Bilan et conséquences

### Pertes marocaines et sahraouies
Le Polisario revendique la « mise hors de combat » de plus de 200 soldats des FAR, la destruction de quatre dépôts de munitions, de six blindés AML-90, de 60 véhicules, 34 mitrailleuses et de deux rampes lance-missiles. Les indépendantistes revendiquent également la capture de vingt-cinq prisonniers, de neuf véhicules et de nombreuses armes. Rabat annonce que ses pertes sont de 51 morts et 95 blessés et estime celles du Polisario à 124 morts et blessés et 4 prisonniers. Il s'agit de la première fois que le Maroc reconnait avoir subi plus de pertes que le Polisario. 3 BMP-1 détruits ont été abandonnés sur le champ de bataille. Les Marocains capturent également des missiles 9K111 Fagot.

### Officiers marocains tués ou capturés
Le Polisario met hors de combat trois officiers de l'unité d'intervention venue en renfort. Le colonel Abdeslam Abidi, commandant le 3e RIM, meurt de ses blessures après avoir été capturé par le Polisario. Le commandant du 2e groupement du régiment, le capitaine Hafidi Sidi El Miliani, est tué tandis que le commandant du 4e DIR, le capitaine Abd El Hadi Regragui, est fait prisonnier.

### Victoire militaire
Des analystes militaires espagnols qualifient cependant cette bataille de « déroute » marocaine en parlant de l'action du 3e RIM. Mais la situation militaire reste en faveur du Maroc et les attaques du Polisario ne visent pas une percée territoriale mais bien à rappeler son existence et sa lutte au monde entier.

### Négociations
En janvier 1988, une première réunion entre le roi Hassan II et des dirigeants de la RASD se tient à Marrakech. Le Polisario déclare une trêve unilatérale en février 1989 avant de lancer de nouvelles attaques six semaines plus tard.